# Sphagnum subflavum
Sphagnum subflavum là một loài rêu trong họ Sphagnaceae. Loài này được Bolkh. mô tả khoa học đầu tiên năm 1959.
Danh pháp khoa học của loài này chưa được làm sáng tỏ. 